# Faig Jabbarov
Faig Jabbarov (en azéri : Faiq Cabbarov), né le 26 juin 1972 à Gandja (RSS d'Azerbaïdjan), est un footballeur international azerbaïdjanais, qui évoluait au poste de défenseur. 
Il compte 21 sélections en équipe nationale entre 1993 et 1998.

## Biographie

### Carrière de joueur
Faig Jabbarov dispute 6 matchs en Ligue des champions, et 4 matchs en Coupe de l'UEFA,.

### Carrière internationale
Faig Jabbarov compte 21 sélections avec l'équipe d'Azerbaïdjan entre 1993 et 1998. 
Il est convoqué pour la première fois par le sélectionneur national Alakbar Mammadov pour un match amical contre la Géorgie le 25 mai 1993 (victoire 1-0). Il reçoit sa dernière sélection le 5 septembre 1998 contre la Slovaquie (défaite 3-0).

## Palmarès

### En club
- Avec le Neftchi Bakou
  - Champion d'Azerbaïdjan en 1992

- Avec le Kapaz Gandja
  - Champion d'Azerbaïdjan en 1995, 1998 et 1999
  - Vainqueur de la Coupe d'Azerbaïdjan en 1994, 1997 et 1998

- Avec le FK Shamkir
  - Champion d'Azerbaïdjan en 2000 et 2001

### Distinctions personnelles
- Footballeur azerbaïdjanais de l'année en 1997